# Arês
Pour les articles homonymes, voir Arês (homonymie).
Arês est une municipalité brésilienne située dans l'État du Rio Grande do Norte.